# Durmiendo con el enemigo
Durmiendo con el enemigo, llamado Sleeping with the Enemy en la versión original, es un episodio perteneciente a la decimosexta temporada de la serie animada Los Simpson, emitido originalmente el 21 de noviembre de 2004. El episodio fue escrito por Jon Vitti y dirigido por Lauren MacMullan. En este episodio, Marge toma afecto por Nelson y llega a acogerlo, lo cual provoca el desagrado de Bart.

## Sinopsis
Todo comienza cuando las compañeras de Lisa, en la escuela, se burlan de ella por su trasero grande, causándole un trauma psicológico sobre su peso. Homer sólo empeora las cosas cuando le habla del "trasero Simpson", algo que tienen todos los miembros de la familia. 
Mientras tanto, Bart llega de la escuela con una noticia: se había sacado 100 en un examen de geografía, por lo que esperaba tener una fiesta (Marge le había prometido hacerle una si sacaba 100 en una prueba). Sin embargo, Homer piensa que Bart había cambiado la nota del examen, por lo que visita a Edna Krabappel, la maestra de Bart. Ella les dice que había olvidado quitar el mapa durante la prueba, por lo que todos en la clase habían sacado 100. Bart tiene su "fiesta", en la cual los invitados son las tías Patty y Selma, el Abuelo, la abuela Bouvier, Ralph, y Martin. Milhouse sólo podía estar mediante el teléfono, ya que estaba enfermo. Bart no disfruta de la fiesta y, para empeorar las cosas, Lisa corre llorando a su habitación cuando Marge le ofrece una gran porción de pastel. 
Marge piensa que sus hijos ya no la aprecian, cuando encuentra a Nelson comiendo renacuajos de una fuente de agua en el zoológico. Al ver al niño muy desamparado, decide convertirse en su figura materna y pasar tiempo con él. Luego, lleva a Nelson a su casa y le paga por hacer algunas tareas domésticas. La madre de Nelson descubre todo y le dice a Marge que no quiere que le de "caridad" a su hijo. Más tarde esa noche, la madre de Nelson se va de la ciudad, y, sin tener un lugar a donde ir, el niño decide quedarse con los Simpson. Marge lo hace dormir en la habitación de Bart, obligando a Bart a dormir en el piso. 
Una noche, Nelson va a cantar a la ventana una canción sobre su padre, que estaba ausente desde hacía muchos años, mientras que Lisa, incapaz de seguir con su dieta, se revuelca y grita feliz encima de un pastel que dice "Feliz Día del Trabajador, Lenny". Al día siguiente, Nelson ayuda a Lisa a darles una lección a Sherri y Terri por burlarse de ella. Nelson encierra un zorrillo en una caja, la cual las niñas abren, provocando que el animal las rocíe, mientras Lisa y los otros niños se burlan de las gemelas. Cuando Lisa y Nelson vuelven a la casa, encuentran allí al padre de Nelson, a quien Bart había encontrado trabajando en un circo como fenómeno. El hombre cuenta su historia: un día, había ido a comprar cigarrillos al minisúper, pero había comido una barra de chocolate con maní, al cual era alérgico. Esto le había provocado una fuerte reacción alérgica. Por coincidencia, un circo había parado en el estacionamiento del minisúper, y habían encontrado al padre de Nelson, creyendo que era algo mitad humano, mitad bestia. 
Luego, la madre de Nelson vuelve, luego de haber ido a Hollywood y conseguido un protagónico en la obra Macbeth. Finalmente, Nelson agradece a Bart por haber encontrado a su padre y por haber unido a la familia. Lisa sigue teniendo una obsesión poco saludable con su cuerpo, a pesar de que Homer la hace decir que todo estaba bien.